# Satoshi Nakamoto

Bericht van Satoshi Nakamoto ingebed in het eerste blok op de bitcoinblockchain

Satoshi Nakamoto is de schuilnaam voor de onbekende persoon of groep die de blockchaintechnologie documenteerde, en aan de hand van een gedecentraliseerde database hiermee de allereerste cryptomunt, de bitcoin via open source, ontwierp. Nakamoto was de eerste die het double-spendingprobleem oploste waardoor elektronisch geld zonder een centrale autoriteit mogelijk werd. Nakamoto was actief betrokken bij de ontwikkeling van bitcoin tot en met december 2010.

## Mogelijke identiteit
De ware identiteit van Satoshi Nakamoto is nog nooit onthuld. Verschillende personen hebben reeds de naam trachten te claimen of werden vermoed achter de naam Satoshi Nakamoto te schuilen, maar zonder succes. Er kan tot op heden niemand bewijs leveren de echte bedenker te zijn van de blockchaintechnologie.

### Craig Wright
Het bekendste voorbeeld van de persoon die Satoshi beweert te zijn, is de Australiër Craig Steven Wright. Wright heeft tot op heden niet kunnen bewijzen dat hij daadwerkelijk de uitvinder van bitcoin is. Zijn bewering kan dus een hoax zijn. Hij heeft daarom de bijnaam Faketoshi gekregen.

### Bernard Madoff
Volgens Vladislav Ginko, een Russische econoom met nauwe banden met de Russische regering, zou Bernard Madoff de echte Satoshi zijn en volgens Ginko zou Madoff achter de tralies zijn gezet door de regering Obama.

### Vincent van Volkmer
De Duitse kunstschilder en wiskundige Vincent van Volkmer werd ervan verdacht de uitvinder van bitcoin te zijn op basis van een screenshot van het gehackte e-mailaccount van Satoshi Nakamoto. Op de afbeelding was te zien dat Volkmer een bericht aan het e-mailadres had verstuurd met de titel The bee is free. Volkmer weersprak de geruchten op zijn website en liet weten dat hij nooit een e-mail met die titel aan het adres van Satoshi had verzonden. De screenshot zou volgens hem nep zijn.

### Andere kandidaten
- Hal Finney (Programmeur)[9]
- Dorian Nakamoto[10]
- Nick Szabo (Programmeur)[11]
- Michael Clear (Student, Trinity College Dublin)[12]
- Ross Ulbricht (Oprichter van de voormalige online zwarte markt Silk Road)[13]
- Cyrano Jones (Ondernemer)[14]
- Paul Le Roux (Drugsdealer, vermeende uitvinder van encryptiesoftware TrueCrypt)[15]
- Gavin Andresen (Programmeur)[16]
- Peter Todd (Programmeur)[16]
- Len Sassaman (Programmeur)[17]
- Shinichi Mochizuki (Wiskundige)[18]